# Mission des Nations unies pour l'assistance au Rwanda
La Mission des Nations unies pour l'assistance au Rwanda (MINUAR) était une mission de l'ONU au Rwanda créée en octobre 1993 et dissoute en mars 1996. Elle était en phase opérationnelle au début du génocide des Tutsis au Rwanda.
D'août 1992 au 12 juillet 1993, les différents protagonistes du Rwanda participèrent, sous l'impulsion de la communauté internationale, à des négociations de paix. Ces discussions aboutirent aux « accords d'Arusha ». Pour soutenir la réalisation de ces accords, l'ONU décida, dans sa résolution 872 du 5 octobre 1993, d'envoyer une mission de paix, au titre du chapitre VI de la Charte des Nations unies : « Se félicitant de la signature de l'Accord de paix d'Arusha (y compris ses Protocoles) le 4 août 1993, et exhortant les parties à continuer de le respecter pleinement, [...] Décide de créer une opération de maintien de la paix intitulée la Mission des Nations unies pour l'assistance au Rwanda (MINUAR) pour une période de six mois ».
Le général canadien Roméo Dallaire fut nommé commandant de cette mission constituée d'environ 2 300 hommes, essentiellement des Bangladais, des Belges et des Ghanéens. Le général Dallaire demeura une figure emblématique par son implication personnelle dans la tragédie rwandaise. Cette mission fut caractérisée par son échec à empêcher le génocide, même si elle réussit à protéger 30 à 40 000 Tutsis. L'analyse de cet échec montre le manque de cohérence du Conseil de sécurité des Nations unies dans sa volonté de donner de véritables moyens à cette mission.
Vingt-sept membres de la MINUAR, soldats ou agents civils locaux, furent tués au cours de leur mission.

## Historique

### Avant le début du génocide
Le 5 octobre 1993, la MINUAR est créée par la résolution 872 du Conseil de sécurité des Nations unies,. Cette création se fait en une période où l'ONU est déjà très engagée en Somalie et en Bosnie-Herzégovine et où elle connaît une crise financière. Cette crise pèsera durablement sur les moyens alloués à la MINUAR pour exercer sa mission. Ainsi, l'effectif de 5 500 hommes, proposé par le commandant de la MINUAR, est réduit à 2 500. La MINUAR a pour but de superviser l'accord de cessez-le-feu, de contribuer au déminage, de contrôler le rapatriement des réfugiés et la démobilisation des forces armées.
Le 18 novembre 1993, une vingtaine de personnes sont tuées près de Ruhengeri. Le FPR est accusé, mais la MINUAR soupçonne une provocation d'extrémistes proches du pouvoir. Il lui sera cependant impossible de déterminer de façon certaine les auteurs du crime.
Le 23 novembre 1993, le général Dallaire envoie un rapport dans le but d'autoriser la MINUAR à intervenir, y compris par la force, en réponse à des crimes contre l'humanité et autres violations. Il ne reçut jamais de réponse formelle d'approbation de cette proposition.
Le 28 décembre 1993, la MINUAR garantit la sécurité de la venue et de l'installation d'un bataillon du FPR à Kigali, prévue par les Accords d'Arusha.
Début janvier 1994, la MINUAR tente d'organiser à deux reprises l'intronisation du gouvernement transitoire à base élargie, devant regrouper des représentants des partis reconnaissant les accords d'Arusha, mais celle-ci ne put se dérouler normalement en raison de désaccord entre les diverses parties en cause, et des menaces exercées contre les représentants des partis modérés.
Le 11 janvier 1994, le général Dallaire envoie un code chiffré au général canadien Maurice Baril, Conseiller militaire du Secrétaire général des Nations unies, au sujet d'un informateur, instructeur de haut niveau des milices Interahamwe. Selon cet informateur, une stratégie de provocation avait été mise au point dans le but d'assassiner des députés d'opposition ainsi que des casques bleus belges. De plus, des listes de Tutsis avaient été dressées, peut-être dans le but de les exterminer. Enfin, une distribution d'une centaine de fusils d'assaut dissimulés dans des caches d'armes devait avoir lieu sous peu. N'excluant pas la possibilité d'un piège, Dallaire demande des instructions pour mettre en sécurité l'informateur et pour intervenir sur les caches d'armes. Néanmoins, cette action est considérée par le Département des Opérations de Maintien de la Paix de l'ONU (DOMP) comme dépassant le mandat de la MINUAR et très risquée sur ses conséquences. Booh-Booh, représentant au Rwanda du Secrétaire général de l'ONU, et Dallaire reçoivent donc l'instruction de solliciter d’urgence une audience du président Habyarimana afin qu'il prenne des mesures contre des actions menaçant les accords d'Arusha. Celui-ci nia toute implication de son parti, le MRND, dans ces actions et ne prit aucune mesure apparente,. Selon le rapport de la commission indépendante sur les acions de l'ONU pendant le génocide, le télégramme de Dallaire a bien été communiqué par Baril aux responsables du DOMP, mais n'est pas parvenu au Secrétaire général, ni aux membres du Conseil de sécurité, même si les ambassades de certains membres de ce Conseil ont été informées. Toujours selon ce rapport, il est également incompréhensible qu'aucune mesure, autre que l'entrevue avec le président Habyarimana, n'ait été envisagée. Ce grave dysfonctionnement dans la circulation de l'information au sein de l'ONU et dans la prise de décision a été particulièrement dommageable.
Durant le cours du mois de janvier 1994, la MINUAR observe un accroissement du nombre de manifestations sporadiques de groupuscules armés de machettes, attaquant des Tutsis isolés ou des personnes soupçonnées d'être favorables au FPR. N'étant pas mandatée pour s'interposer, la MINUAR fait pression sur le gouvernement rwandais pour que la gendarmerie rwandaise assure le maintien de l'ordre. Fin janvier, la résidence de Booh-booh essuie des tirs. La MINUAR saisit une cargaison d'armes arrivée à bord d'un DC8 à Kigali.
En février et mars 1994, la situation se dégrade, les attentats à la grenade et les assassinats se multiplient. Des informations multiples parviennent à la MINUAR sur des caches d'armes ou sur l'établissement de listes de gens à abattre et celle-ci renouvelle sa demande d'autorisation de saisir les armes. De nouveau, un refus lui est opposé par le DOMP, la MINUAR ne pouvant que porter assistance au gouvernement ou au FPR qui la solliciterait pour saisir les armes, mais ne pouvant mener une telle action de sa propre initiative. Une demande d'extension du mandat est effectuée par la MINUAR, demande appuyée le 14 février par la Belgique, mais n'est pas reprise par les autres pays intéressés. Le 21 mars, peu avant une nouvelle tentative d'intronisation du gouvernement de transition, le président Habyarimana propose d'inclure dans le processus la CDR, parti extrémiste anti-tutsi ayant jusque-là refusé tout accord avec le FPR. Cette proposition est vue d'un bon œil par plusieurs services diplomatiques mais est ressentie comme une provocation et une manœuvre dilatoire par le FPR. Devant l’impasse politique, la détérioration des conditions de sécurité et la situation humanitaire au Rwanda, le Secrétaire général de l'ONU propose le 30 mars une prolongation du mandat de la MINUAR. Dans sa résolution 909 du 5 avril 1994, le mandat de la MINUAR est prolongé à l'unanimité du Conseil de Sécurité jusqu'au 29 juillet 1994, avec cependant une menace de retrait de la MINUAR dans les six semaines si aucun progrès politique ou institutionnel n'a été réalisé,.
Le 1er avril 1994, pour la première fois, la MINUAR réalise avec la gendarmerie rwandaise une opération de saisie d'une cache d'armes, mais celle-ci se révèle vide. La situation sécuritaire s'étant encore dégradée, plusieurs personnalités rwandaises modérées, menacées de mort, sont mises sous protection de la MINUAR.

### Pendant la durée du génocide
Le soir du 6 avril 1994, l'avion présidentiel est abattu alors qu'il s'apprête à atterrir à Kigali. La garde présidentielle interdit à la MINUAR de sécuriser le lieu de l'accident, en arrêtant et désarmant la patrouille de la MINUAR qui s'était rendu sur place. La MINUAR est également empêchée de circuler librement par des barrages dressés dans la nuit. La MINUAR reçoit l'ordre du DOMP à New York de ne faire usage des armes qu'en cas de légitime défense. Lors d'une réunion avec le colonel Bagosora, plus haut responsable militaire rwandais présent à Kigali, le commandant de la MINUAR, le général Dallaire, puis Booh-Booh, le représentant au Rwanda du Secrétaire général de l'ONU, font savoir que l'exercice du pouvoir revient au premier ministre, Mme Agathe Uwilingiyimana, mais Bagosora s'y oppose violemment. Des informations parviennent à la MINUAR selon laquelle des éléments de la garde présidentielle, des forces armées, de la gendarmerie ou des milices Interahamwe parcourent la ville munis de listes. Des personnalités sont abattues à leur domicile. Des appels à l'aide parviennent à la MINUAR mais celle-ci n'a pas les moyens de répondre à tous ces appels. Au matin, la garde présidentielle assassine le premier ministre qui s'apprêtait à lancer un appel au calme à la radio nationale. Dix casques bleus belges qui assuraient sa protection sont désarmés et eux-mêmes assassinés plus tard dans la matinée,. La MINUAR parvient à mettre à l'abri Faustin Twagiramungu, futur premier ministre désigné par les accords d'Arusha.
Dans les jours qui suivent le 7 avril 1994, des milliers de Rwandais cherchent refuge dans les divers cantonnements de la MINUAR. Celle-ci se trouve débordée et n'a pas les moyens de leur apporter eau et nourriture. Le 11 avril 1994, sur ordre de l'état-major belge, les soldats belges de la MINUAR cantonnés dans l'École technique officielle Don Bosco (ETO) se replient pour aller renforcer l'aéroport, abandonnant de fait les 2000 rwandais qui s'étaient réfugiés à l'ETO à leur sort. Ceux-ci sont aussitôt massacrés,,. Parmi les victimes se trouve Boniface Ngulinzira, ancien ministre des affaires étrangères ayant participé à la négociation des accords d'Arusha entre 1992 et 1993. Les conditions dans lesquelles les forces belges de la MINUAR ont évacué l'ETO ont été jugées « ignominieuses » par le rapport de la commission indépendante sur les actions de l'ONU pendant le génocide. La MINUAR est priée de coopérer avec les Français et les Belges qui ont lancé des opérations pour évacuer leurs ressortissants, mais est enjointe à ne participer à aucun combat, sauf en cas de légitime défense.
Le 14 avril, la Belgique annonce son intention de retirer le contingent belge de la MINUAR. Le DOMP étudie alors plusieurs options : ou bien le maintien de 2000 soldats de la MINUAR pendant trois semaines dans le cadre des accords d'Arusha, suivi d'un retrait si un cessez-le-feu n'est pas décidé, ou bien un retrait immédiat en dehors d'une troupe de 200 hommes dont le rôle serait de servir de médiation entre le gouvernement intérimaire et le FPR. L'impossibilité d'obtenir un cessez-le-feu renforce la deuxième option. La proposition du président du Conseil de Sécurité, le néo-zélandais Colin Keating, d'une action appuyée de l'ONU, avec un accroissement des effectifs de la MINUAR et une révision de son mandat n'est pas retenue.
Le 21 avril 1994, la résolution 912 de l'ONU réduit les effectifs de la MINUAR à 270 personnes, soit 10 % de ce qu'elle était sur le terrain et 5 % de ce qui avait été prévu initialement : « autorise à cette fin les effectifs indiqués pour la Mission aux paragraphes 15 à 18 du rapport du Secrétaire général en date du 20 avril 1994 »,.
À partir du 24 avril, la MINUAR commence à utiliser le qualificatif de génocide dans ses communications avec le siège de l'ONU.
Le 26 avril, 12 000 personnes, réfugiées au stade Amohoro ou à l'hôtel méridien sous protection de la MINUAR, sont évacuées par le FPR en lieu sûr.
Le 17 mai 1994, la résolution 918 impose un embargo sur les armes, étend le mandat de la mission et porte l'effectif de la MINUAR à 5 500 hommes, mais il fallut plusieurs mois pour que l'effectif soit atteint. Le Rwanda, qui siège au Conseil de sécurité vote contre l'embargo sur les armes.
Le 21 mai 1994, des soldats des FAR, certains accompagnés de leurs familles, soit environ 800 personnes, se réfugient auprès de la MINUAR à l'aéroport de Kigali, alors que le FPR gagne du terrain. La MINUAR assure leur protection pendant plusieurs semaines jusqu'à ce qu'elle puisse être confiée à la Croix-Rouge Internationale.
Fin mai et début juin 1994, la MINUAR réussit à négocier des trêves entre le FPR et les FAR pour permettre aux personnes réfugiées dans plusieurs sites sous protection de la MINUAR d'être transférées, selon leur désir, soit derrière les lignes du FPR soit derrière celles des FAR. De nombreux réfugiés préfèrent rester sur place. Des centaines de milliers de Hutus fuient vers l'ouest du pays, par crainte des représailles du FPR qui gagne du terrain.
Le 8 juin 1994 la « MINUAR II » fut décidée par la résolution 925. Son mandat est étendu de façon à mieux pouvoir protéger les réfugiés. Mais fin juillet, les effectifs de la MINUAR n'étaient encore que de 500 personnes au lieu des 5 000 prévues, peu d'États membres de l'ONU étant disposés à y envoyer des soldats.
Le 22 juin 1994, la France intervient au Rwanda dans le cadre de l'opération Turquoise, autorisée par la résolution 929. Intervenant au titre du chapitre VII des Nations-Unies (Action en cas de menace contre la paix, de rupture de la paix et d'acte d'agression), elle est dotée du mandat de pouvoir agir par la force, mandat qui a toujours été refusé à la MINUAR qui intervenait au titre du chapitre VI. Les zones d'intervention de la France, au sud-ouest du Rwanda, sont négociées avec le FPR. La MINUAR doit s'assurer du respect des engagements réciproques, créant ainsi une situation inédite où une force de l'ONU au titre du chapitre VI sert d'intermédiaire entre une autre force de l'ONU au titre du chapitre VII et un belligérant.
À la suite du cessez-le-feu unilatéral du FPR et de l'entrée en fonctions du nouveau gouvernement le 19 juillet 1994, le rôle de la MINUAR est de garantir la stabilité et la sécurité dans les régions du nord-ouest et du sud-ouest du Rwanda, et de stabiliser et contrôler la situation dans toutes les régions du Rwanda pour favoriser le retour des populations déplacées. Elle assure la sécurité et l'appui des opérations de secours à l'intérieur du Rwanda.
Le 15 août 1994, le général Dallaire, épuisé physiquement et psychologiquement, est remplacé par le général Guy Tousignant à la tête de la MINUAR.

### Après le génocide
Le 30 novembre 1994, la MINUAR est prorogée jusqu'au 9 juin 1995 par la résolution 965. Le 9 juin 1995 la résolution 997 marque la décision « de proroger le mandat de la MINUAR jusqu'au 8 décembre 1995 et autorise une réduction des effectifs ». Le 8 décembre 1995 la résolution 1028 proroge le mandat de la MINUAR jusqu'au 12 décembre 1995. Le 12 décembre 1995 dans la résolution 1029 on « Décide de prolonger le mandat de la MINUAR une dernière fois jusqu'au 8 mars 1996 »,.

## Bilan de l'action de la MINUAR
Le rapport de la commission indépendante d'enquête sur les actions de l'ONU pendant le génocide de 1994 au Rwanda indique que la MINUAR souffrait d'un manque de ressources et d'engagement de la part des membres des Nations unies. Ses effectifs étaient trop réduits, et son équipement vétuste. Son déploiement a été trop long à mettre en place, et elle ne disposait pas des instructions nécessaires pour jouer un rôle dynamique. Les mandats qui lui étaient confiés étaient mal adaptés à la situation. Une partie de ses troupes était mal entraînée. Dans les premiers jours du génocide, la mission a souffert d'un manque de direction politique, de capacités militaires, et d'un manque de coordination et de discipline. Malgré une présence initiale de 2 500 hommes, la MINUAR s'est trouvée pratiquement paralysée devant une situation qui la dépassait. Le rapport souligne néanmoins que les membres de la MINUAR ont fait preuve d'actes de courage, parfois au péril de leur vie, et ont sauvé de nombreux civils, des dirigeants politiques et des fonctionnaires de l'ONU. Le rapport félicite particulièrement le général Dallaire, ainsi que les contingents ghanéen et tunisien qui sont restés au Rwanda pendant toute la période du génocide.